# Napster
Napster — сервіс обміну музикою, заснований Шоном Феннінгом, Джоном Фаннінгом і Шоном Паркером, який з'явився в Інтернеті в 1999 році і діяв по липень 2001 року.
Назвою сервісу став псевдонім Шона. Він дозволяв легко обмінюватися аудіофайлами з іншими людьми через Інтернет, що призвело до звинувачень у порушенні авторських прав з боку музичної індустрії.

## Історія
Шон Феннінг разом із двома своїми онлайн-друзями, Джорданом Ріттером з Бостона і Шоном Паркером з Вірджинії, запустили першу версію Napster у червні 1999 року. Феннінг хотів знайти простіший спосіб обмінюватися музикою у форматі MP3, ніж за допомогою IRC або Lycos. Napster був піринговою мережею, хоча і використовував центральний сервер в Інтернеті, оскільки обмін файлами відбувався безпосередньо, без участі центрального сервера. Цей принцип роботи дуже схожий на принцип роботи протоколу IRC. Хоча існували мережі, які сприяли обміну файлами (наприклад, IRC, Hotline, USENET), Napster спеціалізувався виключно на музиці у форматі MP3 і пропонував користувачам зручний інтерфейс. В результаті з'явилася файлообмінна мережа, популярність якої росла завдяки величезному вибору музики, доступної для завантаження.

### Технологія
Піринговий підхід Napster був революційним: програма Napster шукала MP3-файли на комп'ютері, на якому вона була встановлена, і повідомляла про результати на центральний сервер в Інтернеті, куди також надходили пропозиції та пошукові запити інших учасників. У відповідь на запит сервер повідомив IP-адреси комп'ютерів, які пропонували шуканий музичний файл. Після цього обидва клієнти мали змогу з'єднатися безпосередньо один з одним і скопіювати музичний твір. Багаторазове завантаження з кількох джерел, як це пізніше з'явилося в інших мережах обміну музикою, в офіційному клієнті було неможливим.

### Napster і спільнота
Napster був першим найбільш швидкозростаючим сервісом обміну файлами і мав значний вплив на інтернет-спільноту. Це можна пояснити безкоштовним характером системи та привабливим контентом. Незадовго до свого занепаду в лютому 2001 року спільнота Napster налічувала близько 80 мільйонів користувачів по всьому світу, 1,6 мільйона з яких постійно перебували в мережі; лише в січні 2001 року обсяг обмінюваних файлів склав близько двох мільярдів.

### Юридичні кроки та закриття
Система сервер-клієнт, яка покладалася на центральний сервер в Інтернеті для пересилання пошукових запитів, виявилася катастрофічною для Napster. Це дало змогу правовласникам музичної індустрії та RIAA (Американська асоціація компаній звукозапису) подати на Napster до суду і вимагати закриття серверів. Зрештою, Napster був змушений встановити фільтруюче програмне забезпечення, яке ніколи не працювало належним чином, оскільки користувачі могли винахідливо обходити фільтри, перейменовуючи файли (Metallica на EtallicaM або acillatem тощо). Бертельсманн раніше придбав Napster в результаті сенсаційного на той час перевороту, спочатку у формі позики з можливістю конвертації її в акції пізніше. Зрештою, однак, Napster був закритий у своєму первісному вигляді в липні 2001 року.
Причиною закриття «Napster» стала поява демо-версії пісні «I Disappear» гурту «Metallica» за кілька днів до її офіційного виходу. Це розлютило учасників групи, особливо барабанщика Ларса Ульріха, з чиєї ініціативи був складений позов проти компанії.
Після пропозиції про покупку за 2,43 мільйона доларів США контрольного пакету акцій, зробленого компанією розваг для дорослих «Private Media Group», бренд і логотипи були придбані на аукціоні банкрутів компанією «Roxio Inc», яка використовувала їх для перетворення музичного інтернет-сервісу «Pressplay» у платний сервіс Napster 2.0.
У вересні 2008 року музичний сервіс «Napster» був викуплений американською компанією «Best Buy» за 121 млн доларів.

## Пізніше
Завдяки кільком альтернативним серверним реалізаціям, оригінальний протокол Napster пізніше використовувався в інших місцях. Найважливішим сервером (історично) був OpenNap. Опублікувавши протокол, він дозволив реалізувати кілька (переважно з відкритим кодом) клієнтів. Однак, найбільш часто використовуваною реалізацією пізніше став SlavaNap.

## Napster у фільмах
У фільмі «Пограбування по-італійськи» персонаж Лайл стверджує, що він є винахідником Napster. Його колишній сусід по квартирі Шон Фаннінг нібито вкрав диск із програмним забезпеченням. Сам Шон Фаннінг з'явився в епізодичній ролі у зйомках флешбеку. Napster також згадується у фільмі «Соціальна мережа», де Джастін Тімберлейк грає засновника Napster Шона Паркера.